# Dynamic Triptych
Dynamic Triptych is een compositie van de Britse componist John Foulds.
Na zijn succes met A World Requiem en het plotselinge verlies van publieke belangstelling daarvoor vertrok Foulds naar Parijs en later ook naar India. Hij had inmiddels door zijn derde vrouw Maud McCarthy kennisgemaakt met Indiase akkoordenschema’s en melodieën.
Dynamic Triptych is een pianoconcert in drie delen:
1. Dynamic Mode
2. Dynamic Timbre
3. Dynamic Rhythm.

De titels van de delen lijken aan aanwijzing te geven van deze tijd, dynamisch dit en dynamisch dat, maar het concerto is nog voor de Tweede Wereldoorlog gecomponeerd; toen waren dergelijke toevoegsels een unicum. Foulds haalt de muziek met dit concert uit elkaar. De muziek, opgebouwd uit toonsoort(en), timbre en ritme wordt hier ontrafeld in:
- deel 1; het is uiterst technische muziek waarbij hij gebruikmaakt van een Indiase "toonladder" of beter tonenreeks; in dit deel worden alleen de noten D, Eis, Fis, G, A, Bis en Cis (en eventuele octaven hoger of lager) gespeeld; aan de muziek is dat niet af te horen; het geheel klinkt zeer energiek en fonkelend; de cadens is geplaatst na de opening;
- deel 2; het deel begint als een rustig middendeel van een gemiddeld concert in de klassieke muziek; na de afsluiting van de eerste muzikale zin, past Foulds een techniek in de begeleiding (strijkers) toe, waarbij een in westerse oren normaal akkoord langzaam door kwarttonen verwrongen wordt tot een cluster. Voor mensen die de platenspeler hebben meegemaakt is dat alsof iemand de elpee van 45 toeren ineens naar 33 toeren draait. Deze componeerwijze komt later in het deel een aantal malen terug; het geeft inderdaad de indruk dat het tempo uit de muziek wordt gehaald, maar de pianist blijft zijn eigen thema en tempo spelen. Ook het eind van het deel krijgt een bijzondere behandeling; zij sterft als een moderne fade-out uit, maar komt daarna nog even terug, alsof de pianist zijn werk even komt afmaken; dit deel geeft het concert een niet-Britse klank;
- deel 3; Foulds was naast klassiek componist ook bekwaam in de lichte muziek; in dit deel componeert hij net op de grens, 2-, 3- en 4-kwartsmaten wisselen elkaar in hoog tempo af, de aanslagen van de pianist zijn door het snelle tempo niet meer de volgen waardoor het lijkt of er glissandos op de piano worden gespeeld, terwijl dat puur muziektechnisch niet mogelijk is; het begin wordt gespeeld door de solist, waarbij een percussionist dan weer in het ritme van de solist speelt en dan weer syncopisch.

De première vond plaats in Edinburgh met solist Frank Merrick, het Reid Orchestra onder leiding van Sir Donald Tovey, vriend van de componist.

## Bron en discografie
- Uitgave Warner Classics; Peter Donohoe (piano); City of Birmingham Symphony Orchestra o.l.v. Sakari Oramo